# Solo Avengers
A Solo Avengers, későbbi címén Avengers Spotlight egy, a Marvel Comics által kiadott képregénysorozat volt, mely 1987 és 1991 között jelent meg az Egyesült Államokban. A képregény az Avengers sorozat egyik spin-off kiadványa volt, melyben a Bosszú Angyalai nevű szuperhőscsapat egyes tagjainak egyszemélyes kalandjait közölték.

## A megjelenés története
A sorozat első száma 1987 decemberében jelent meg az Avengers spin-off sorozataként. Minden szám két különálló történetet tartalmazott. Az egyiknek Sólyomszem, a másiknak egy szintén a Bosszú Angyalai sorait erősítő szuperhős volt a főszereplője, rendszerint olyanok akik nem rendelkeztek önálló sorozattal. Sólyomszem kalandjaiban gyakran szerepelt Seregély és néha feltűnt a Homokember is. A második történet főszereplői között szerepelt Herkules, Holdlovag, a Darázs, Hank Pym (az egykori Hangya), Holdsárkány, Tűzmadár és Holdsárkány és mások.
Sólyomszem kalandjainak állandó írója Tom DeFalco volt, akit később a 18. számmal Howard Mackie váltott le. Mark Bright a 11. számig volt a Sólyomszem történetek rajzolója, őt Ron Lim, majd Al Milgrom és Ron Wilson követte. A második, mindig más főhőst felvonultató történet nem igazán rendelkezett állandó íróval és rajzolóval. Tom DeFalco és Roger Stern mellett számos író dolgozott rajta, köztük Chris Claremont is nevét adta egy történethez, melynek az Amazon volt a főszereplője. Peter G. Gillis és Fabian Nicieza visszatérő íróknak számítottak, de ők is csupán néhány történeten dolgoztak. Az első szám második történetét Jim Lee illusztrálta és őt követően gyakorlatilag minden történeten más-más művész rajzolt. Köztük Dave Cockrum is, aki a 18. számban Namor kalandjait elevenítette meg a képregény lapjain.
1989-ben a sorozatot a 21. számmal Avengers Spotlight-ra keresztelték át és a borítón szereplő cím írásképe is jobban hasonlított az „anyakiadványéra”. Ennek valószínűleg gazdasági oka volt, mivel a képregények viszonteladói a kiadványokat ábécé sorrendben helyezték el a polcaikon, így a spin-off kiadvány a népszerű Avengers mellé kerülhetett.
Howard Mackiet a 29. szám után Steve Gerber váltotta le, mint a Sólyomszem történetek írója, Al Milgor továbbra is maradt a rajzolói székben, csupán néhány számra adta át a helyét másoknak. A második történet állandó írója Dwayne McDuffie, majd őt követően Fabian Nicieza lett, rajzolói és kihúzói közül Dwayne Turner, Dan Lawlis és Don Heck közreműködtek a legtöbbet. A 30. szám egyetlen Sólyomszem történetet tartalmazott, melyben a hős új egyenruhát öltött magára. A második történet állandó főhőse a 31. és 34. szám között USA Ügynök lett. A 35. résztől kezdődően a sorozat már csak egyetlen történetet tartalmazott, más-más hősökkel. A sorozat utolsó öt részéből hármat Roy Thomas és Dann Thomas írt, viszont minden számot más rajzoló illusztrált. A sorozat 1991 márciusában a 40. számban olvasható Vízió kalandjával búcsúzott el olvasóitól.

## Külső hivatkozások
- A Solo Avengers sorozat a ComicVine.com oldalain
- Az Avengers Spotlight sorozat a ComicVine.com oldalain
- A Solo Avengers sorozat a Comic Book Database oldalain
- Az Avengers Spotlight sorozat a Comic Book Database oldalain